# Referendum in Ucraina del 2000
Nel 2000 in Ucraina si è tenuto un referendum (in ucraino: Всеукраїнський референдум 16 квітня 2000 року), svoltosi il 16 aprile, per deliberare la riforma del sistema governativo dell'Ucraina. Il processo fu promosso dal Presidente Kučma e fu organizzato dalla Commissione Elettorale Centrale dell'Ucraina, sulla base dell'iniziativa popolare rappresentata da gruppi di attivisti operanti nella nazione.
Si ritiene comunque che l'iniziativa del referendum sia giunta da coloro che frequentavano i circoli di Kučma, per preservare la propria influenza e per impedire a  Viktor Juščenko di vincere le successive elezioni presidenziali. Le basi legali e le circostanze del referendum sono state largamente discusse dall'opposizione ucraina.
Formalmente, con il referendum furono poste quattro domande:
- sulle condizioni per la dissoluzione del Parlamento
- sull'immunità dei deputati
- sulla diminuzione del numero dei deputati
- sull'introduzione di un Parlamento bicamerale.

La maggioranza dei cittadini votò "Sì" a tutte e quattro le domande.